# Ove Martin Wall

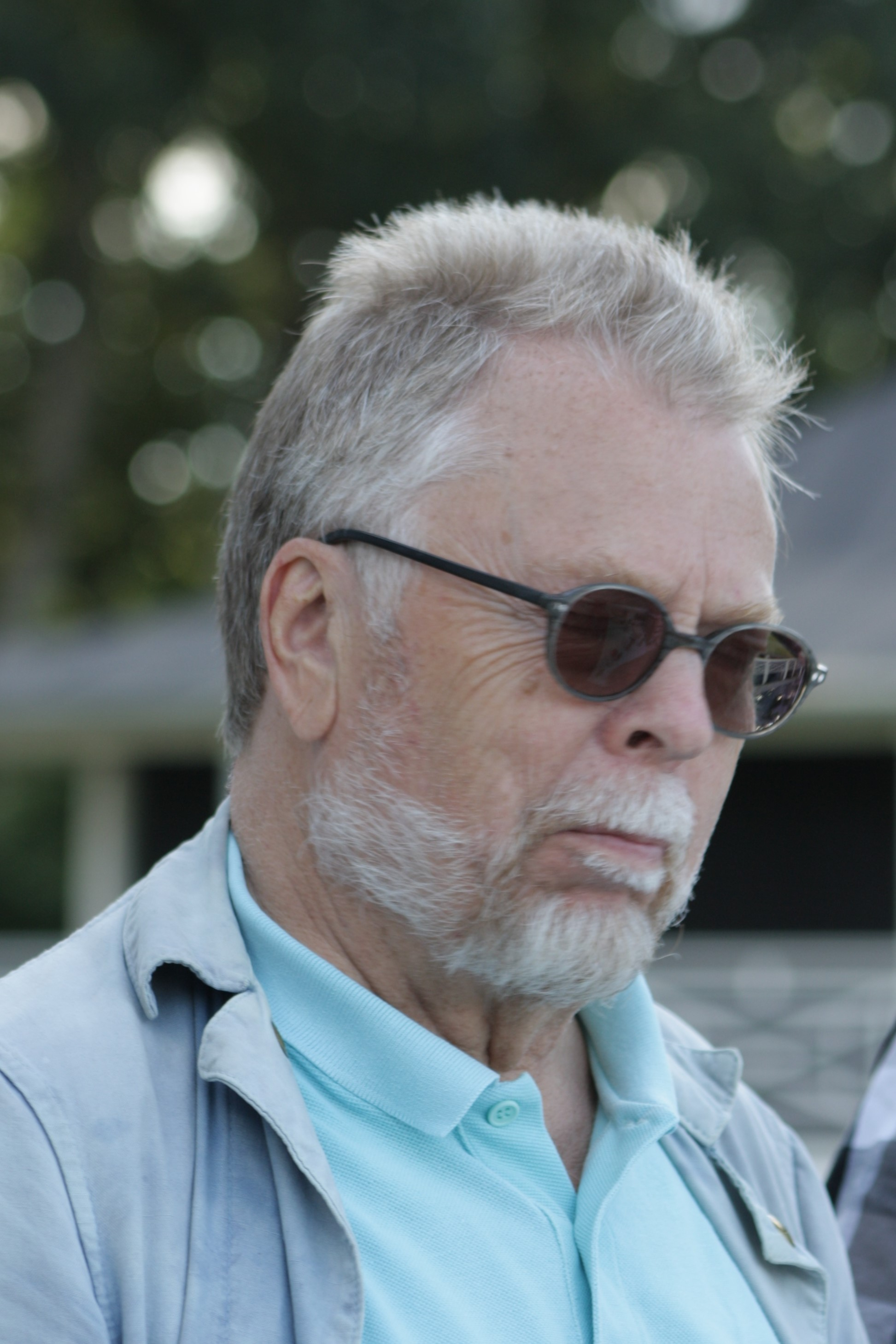
Ove Martin Wall

Ove Martin Wall född 1942 är en svensk socionom (Umeå) och kulturpersonlighet inom svenskt kulturliv.

## Biografi
Wall startade, på uppdrag av Riksteatern 1969, Västerbotten-ensemblen i Västerbottens län som senare blev Västerbottensteatern, länets regionala teater. Han var teaterchef för Riksteaterns barn- och ungdomsteatern 1971-1975. Han skrev Modell för barnteater (Ord&Bild 5/74) tillsammans med Suzanne Osten. Tillsammans fick de möjlighet att driva Klarateatern för i huvudsak barnteater, ur detta uppstod senare Unga Klara. Wall lämnade teatern dessförinnan.
Wall var chef för Riksutställningars utställningsproduktion 1976 – 1986. Han övergick därefter till frilansarbete inom utställnings-, förlags- och teaterområdet. Han samarbetade i fler år med Monica och Carl-Axel Dominique med flera på scen, i studio , radio och TV och på turnéer. Han har gjort ett 10-tal regiuppdrag för scen, radio och TV och producerade under den perioden närmare 100 kassett-/ljudböcker. Han nominerades tillsammans med musikern Jan Wallgren, sångerskan Lena Willemark med flera för produktionen av Ulf Starks Jaguaren för en Grammis 1993.
Wall grundade den 12 oktober 1989, tillsammans med formgivaren Bo Ljungström, textilföretaget och varumärket Lexington. Företaget såldes senare till nuvarande ägare. Han var förbundsdirektör för KRO 1996-2002. Han var vice ordförande i Författarförlaget styrelse 1979-85, ordförande i Stiftelsen Grafikskolan i Stockholm styrelse 1998-00 samt ordförande i den ägarstiftelse som driver Gerlesborgsskolan i Bohuslän och i Stockholm 1998-2009.
Drev Blåsåsens Matsal utanför Nyköping 2009-2015. Han är sedan 1996 gift med bildkonstnär Elisabet Englund Wall. Han har från tidigare äktenskap fyra barn. 
Är bosatt i Nyköping.